# دراگون (آریزونا)
دراگون (به انگلیسی: Dragoon) یک منطقهٔ مسکونی در ایالات متحده آمریکا است که در شهرستان کوچیز، آریزونا واقع شده‌است. دراگون ۴٫۵۳ کیلومتر مربع مساحت و ۱۷٬۳۷۸ نفر جمعیت دارد و ۱٬۴۱۱٫۸۵ متر بالاتر از سطح دریا واقع شده‌است.